# جو پیل هو: خشم سپیده‌دم
جو پیل هو: خشم سپیده‌دم (انگلیسی: Jo Pil-ho: The Dawning Rage; کره‌ای: 악질경찰) یک فیلم اکشن سال ۲۰۱۹ کره جنوبی به نویسندگی و کارگردانی لی جونگ بوم است. در این فیلم لی سون کیون، جون سو نی، پارک هه جون و سونگ یونگ چانگ ایفای نقش کردند.
این فیلم که توسط برادران وارنر پیکچرز توزیع شد، در ۲۰ مارس ۲۰۱۹ در کره جنوبی اکران شد و نقدهای مختلفی از منتقدان دریافت کرد. این فیلم با فروش تعداد ۲۶۱۲۴۸ بلیت پیش از پایان اکران خود به یک شکست تجاری تبدیل شد. از ۳ مه ۲۰۱۹، جو پیل هو: خشم سپیده‌دم برای استریم در نتفلیکس قابل دسترسی است.

## بازیگران
- لی سون کیون در نقش جو پیل هو
- جون سو نی در نقش می نا
- پارک هه جون در نقش کوان ته جو
- سونگ یونگ چانگ در نقش جونگ یی هیانگ
- پارک بیونگ اون در نقش نام سونگ شیک